# Dominique Labourier
Dominique Labourier est une actrice française, née le 29 avril 1943 à Reims.

## Biographie
Dominique Labourier fait ses débuts à la télévision en 1967, avec Claude Jade : les jeunes comédiennes jouent les sœurs Massonneau dans le feuilleton populaire Les Oiseaux rares de Jean Dewever. Après ce joli succès Dominique Labourier joue le rôle principal de Prue dans Sarn, le premier téléfilm de Claude Santelli. Santelli l'engage ensuite pour Le Malade imaginaire (1971) et Histoire d'une fille de ferme (1973). Elle a un certain succès dans les années 1970, dans le cinéma d'auteur. Son premier film le plus important reste Beau Masque (1972) de Bernard Paul, où elle joue la militante Pierrette, mais c'est le rôle de Julie, amie de Juliet Berto, dans Céline et Julie vont en bateau de Jacques Rivette qui la rend célèbre. Elle est aussi Marthe, l'épouse trompée par Gérard Depardieu, dans Pas si méchant que ça de Goretta. Dominique Labourier reste dans la mémoire des cinéphiles aussi par son rôle de Marguerite dans Jonas qui aura 25 ans en l'an 2000 d'Alain Tanner. Plusieurs fois elle joue sous la direction de Jacques Rouffio pour La Passante du Sans-Souci avec Romy Schneider et Michel Piccoli, L'État de grâce avec Nicole Garcia et Sami Frey et L'Orchestre rouge avec Claude Brasseur et Daniel Olbrychski.
Moins heureuse durant la décennie suivante, elle revient vers la télévision, dans les rôles d'une grande qualité comme la femme de Jean Carmet dans Eugénie Grandet (1994), ou elle croise encore Claude Jade. Le réalisateur de ce film, Jean-Daniel Verhaeghe l'engage dix ans plus tard encore pour Le Père Goriot. Claude Goretta, en 2001, lui donne un rôle superbe dans Thérèse et Léon, un téléfilm avec Claude Rich. En 2014, Dominique Labourier joue la mère de Marina Foïs dans le film Tiens-toi droite.
Après une belle carrière au cinéma et à la télévision, Dominique Labourier se tourne avec succès vers le théâtre.

## Filmographie

### Cinéma
- 1969 : Le Petit Théâtre de Jean Renoir de Jean Renoir : Paulette
- 1970 : Camarades de Marin Karmitz : Janne
- 1970 : Les Camisards de René Allio : Marie Bancilhon
- 1971 : Ça n'arrive qu'aux autres de Nadine Trintignant : Marguerite
- 1972 : Les Yeux fermés de Joël Séria : Caroline
- 1972 : Beau Masque de Bernard Paul : Pierrette
- 1973 : Céline et Julie vont en bateau de Jacques Rivette (+ participation au scénario) : Julie
- 1974 : Pas si méchant que ça de Claude Goretta : Marthe Vaucher
- 1975 : Les Conquistadores de Marco Pauly : Claire
- 1975 : Monsieur Albert de Jacques Renard : Viviane
- 1976 : Jonas qui aura 25 ans en l'an 2000 de Alain Tanner : Marguerite Certoux
- 1976 : Le Diable dans la boîte de Pierre Lary : Liliane, la masseuse et la maitresse du directeur
- 1979 : Chère inconnue de Moshé Mizrahi : Catherine
- 1980 : La Cité des femmes (La città delle donne) de Federico Fellini : une féministe
- 1980 : Théâtre de Jean-André Fieschi et Jean-Pierre Mabilles : elle-même
- 1981 : La Revanche de Pierre Lary : Anne Beaufort
- 1981 : La Passante du Sans-Souci de Jacques Rouffio : Charlotte Maupas
- 1982 : T'es heureuse ? Moi, toujours... de Jean Marbœuf : elle
- 1986 : Sauve-toi, Lola de Michel Drach : Cathy Duparc
- 1986 : L'État de grâce de Jacques Rouffio : Jeanne Lombard
- 1989 : L'Orchestre rouge de Jacques Rouffio : Lydia Bronstein
- 1998 : Le Temps retrouvé de Raoul Ruiz : Madame Cottard
- 2000 : Les Blessures assassines de Jean-Pierre Denis : Mme Lancelin
- 2008 : Sans Howard court métrage de 30 min de Ricardo Muñoz : Colette
- 2010 : Sans laisser de traces de Grégoire Vigneron : Micheline
- 2014 : Tiens-toi droite de Katia Lewkowicz : la mère de Louise

### Télévision
- 1968 : Sarn de Claude Santelli : Prue
- 1969 : Les Oiseaux rares de Jean Dewever (série télévisée)
- 1969 : Sainte Jeanne de Claude Loursais
- 1970 : De la belle ouvrage, téléfilm  de Maurice Failevic : Catherine
- 1970 : L'Illusion comique de Corneille, réalisation Robert Maurice
- 1971 : Le Malade imaginaire de Molière, réalisation Claude Santelli
- 1978 : Les Chemins de l'exil ou Les dernières années de Jean-Jacques Rousseau de Claude Goretta
- 1982 : Paris-Saint-Lazare de Marco Pico (série télévisée) : Madame Belleau
- 1985 : Clémence Aletti de Peter Kassovitz : Clémence Aletti
- 1985 : La Lune d'Omaha de Jean Marbœuf
- 1988 : La Chaîne (du roman de Michel Drucker), feuilleton télévisé de Claude Faraldo : Sarah
- 1994 : La Rêverie ou le Mariage de Sylvia de Jean-Luc Trotignon : Sylvia
- 1994 : Eugénie Grandet de Jean-Daniel Verhaeghe (téléfilm) d'après Honoré de Balzac : la mère d'Eugénie Grandet
- 1994 : Tout feu, tout femme de Marion Sarraut et Pierre Sisser (série télévisée)
- 1995 : Les Cordier, juge et flic de Marion Sarraut (série télévisée) : Épisode Cécile, Mon Enfant : Sarah Caster
- 2000 : Les Enfants du Printemps de Marco Pico : Virgine Charlet (téléfilm en 3 épisodes d'une heure trente)
- 2001 : Thérèse et Léon de Claude Goretta : Thérèse Blum
- 2004 : Le Père Goriot de Jean-Daniel Verhaeghe : Mademoiselle Michonneau
- 2007 : Un crime très populaire, de Didier Grousset
- 2011 : Le Flux et le Reflux de Éric Woreth, épisode 8 de la saison 1 de la série télévisée Les Petits Meurtres d'Agatha Christie
- 2017 : La Sainte famille, de Marion Sarraut : Madeleine de Waquin
- 2020 : Black and White de Moussa Sène Absa : Catherine Paolini

## Théâtre
- 1966 : L'Été de Romain Weingarten, mise en scène Jean-François Adam, Théâtre de Poche Montparnasse
- 1966 : Témoignage irrecevable de John Osborne, mise en scène Claude Régy, Théâtre des Mathurins
- 1968 : Miguel Manara d'Oscar Venceslas de Lubicz-Milosz, mise en scène Jean-François Rémi, Théâtre du Midi
- 1968 : Les Chinois de Murray Schisgal, mise en scène Laurent Terzieff, Théâtre du Vieux-Colombier
- 1969 : Mère Courage et ses enfants de Bertolt Brecht, mise en scène Jean Tasso, Bobino
- 1970 : Le Roi Lear de William Shakespeare, mise en scène Pierre Debauche, Théâtre des Amandiers, Maison de la Culture du Havre
- 1970 : Dieu aboie-t-il ? de François Boyer, mise en scène Jo Tréhard, Comédie de Caen
- 1971 : XX d'après La Roue de Juan Wilcock, mise en scène Luca Ronconi, Théâtre de l'Odéon
- 1973 : Le Cochon noir de Roger Planchon, mise en scène de l'auteur, TNP Villeurbanne
- 1977 : Elles... Steffy, Pomme, Jane et Vivi de Pam Gems (en), mise en scène Michel Fagadau, Théâtre de la Gaîté-Montparnasse
- 1980 : Un dimanche indécis dans la vie d'Anna de Jacques Lassalle, mise en scène de l'auteur, Théâtre national de Chaillot
- 1984 : Les Bonnes de Jean Genet, mise en scène Gilles Chavassieux, Théâtre Les Ateliers Lyon
- 1985 : Dissident, il va sans dire de Michel Vinaver, mise en scène Jacques Lassalle, Théâtre national de Strasbourg
- 1987 : Rosmersholm d'Henrik Ibsen, mise en scène Jacques Lassalle, Théâtre national de Strasbourg
- 1990 : Un œil plus bleu que l'autre d'Evelyne Grandjean, mise en scène Annick Blancheteau, Théâtre de la Gaîté-Montparnasse
- 1996 : L'Homme difficile d'Hugo von Hofmannsthal, mise en scène Jacques Lassalle, Théâtre national de la Colline
- 1997 : Tout comme il faut de Luigi Pirandello, mise en scène Jacques Lassalle, Théâtre Hébertot
- 2001 : Jalousie en trois fax d'Esther Vilar, mise en scène Didier Long, Petit Théâtre de Paris
- 2006 : Doute de John Patrick Shanley, mise en scène Roman Polanski, Théâtre Hébertot
- 2010 : L'Infâme de Roger Planchon, mise en voix Jacques Rosner, Théâtre Ouvert
- 2012 : L'Enterrement (Festen... la suite), de Thomas Vinterberg et Mogens Rukovmise, mise en scène par Daniel Benoin, Théâtre National de Nice, Théâtre des Célestins,   Théâtre du Rond-Point